# حسام الدين أبو الفضائل
الحسن بن القاضي تاج الدين أبى المفاخر أحمد بن الحسن أنوشروان الرازي الحنفي، ولي قضاء ملطية مدة عشرين سنة، ثم قدم دمشق فوليها مدة، ثم انتقل إلى مصر فوليها مدة، وولده جلال الدين بالشام ثم صار إلى الشام فعاد إلى الحكم بها، ثم لما خرج الجيش إلى لقاء قازان بوادي الخزندار عند وادي سلمية خرج معهم ففقد من الصف ولم يدر ما خبره، وقد قارب السبعين، وكان فاضلاً بارعا رئيساً، له نظم حسن.

## مولده ووفاته
مولده باقسيس من بلاد الروم في المحرم سنة 631هـ فقد يوم الأربعاء الرابع والعشرين من ربيع الأول منها، وقد قتل يومئذ عدة من مشاهير الأمراء ثم ولي بعده القضاء شمس الدين الحريري. وقد توفي في عام 699هـ.